# Baccalauréat scientifique
Pour un article plus général, voir Baccalauréat général.
En France, le baccalauréat scientifique (abrégé en bac S) est l'une des trois anciennes séries de la voie générale du lycée – les deux autres étant les baccalauréats littéraire (L) et économique et social (ES). Il succède aux baccalauréats des séries C, D, D', et E, succédant eux-mêmes aux baccalauréats mathématiques élémentaires et sciences expérimentales.
Sa première session a lieu en 1995, et la dernière a lieu en 2020, date à laquelle les séries générales sont supprimées du fait de la réforme du baccalauréat général et technologique et réforme du lycée.

## Évolution
De sa création par Bonaparte à la fin du Consulat jusqu'à la fin du XIXe siècle, le baccalauréat ès Sciences était en France un second baccalauréat, que l'on ne pouvait passer qu'à la condition d'avoir subi avec succès les épreuves du baccalauréat général. Le nombre d'inscrits à l'examen était en principe limité, car les épreuves étaient corrigées par des professeurs d'université. Étaient prioritaires les candidats aux études scientifiques à l'université et aux « écoles du gouvernement » (École Polytechnique, École Normale Supérieure, École spéciale militaire de Saint-Cyr etc.) : cette clause exigeait des impétrants la production d'un certificat de leurs parents ou d'un titre d'inscription dans une faculté scientifique française.
| XIXe siècle              | 1945 à 1967                | 1968 à 1994                                 | 1995 à 1999 | 2000 à 2020 |
| ------------------------ | -------------------------- | ------------------------------------------- | --- | --- |
| Baccalauréat ès sciences | Mathématiques élémentaires | E (mathématiques et technique)              | S Tech. (Scientifique - Technologie) - Mathématiques - Physique-Chimie - Electronique et Automatisme - Mécanique                        | S - S.I. (Scientifique - Sciences de l'Ingénieur) - Mathématiques - Physique-Chimie - S.I. (Science de l'Ingénieur) - I.S.N. (Informatique et Sciences du Numérique)                            |
| Baccalauréat ès sciences | Mathématiques élémentaires | C (mathématiques et sciences physiques)     | S S.V.T. (Scientifique -Science de la Vie et de la Terre) - Mathématiques - Physique-Chimie - S.V.T. (Science de la Vie et de la Terre) | S - S.V.T. (Scientifique - Sciences de la Vie et de la Terre) - Mathématiques - Physique-Chimie - S.V.T. (Sciences de la Vie et de la Terre) - I.S.N. (Informatique et Sciences du Numérique)   |
| Baccalauréat ès sciences | Sciences expérimentales    | D (mathématiques et sciences naturelles)    | S S.V.T. (Scientifique -Science de la Vie et de la Terre) - Mathématiques - Physique-Chimie - S.V.T. (Science de la Vie et de la Terre) | S - S.V.T. (Scientifique - Sciences de la Vie et de la Terre) - Mathématiques - Physique-Chimie - S.V.T. (Sciences de la Vie et de la Terre) - I.S.N. (Informatique et Sciences du Numérique)   |
| Baccalauréat ès sciences | Sciences expérimentales    | D' (mathématiques et sciences agronomiques) | - | S - E.A.T. (Scientifique - Écologie, Agronomie et Territoires) - Mathématiques - Physique-Chimie - E.A.T. (Écologie, Agronomie et Territoires) - I.S.N. (Informatique et Sciences du Numérique) |

## Lycée

### Classe de seconde
Pour une meilleure insertion en première scientifique, il est conseillé de suivre un enseignement d'exploration scientifique tel Méthodes et pratiques scientifiques, Sciences et Laboratoires, Sciences de l'Ingénieur ou Écologie, Agronomie, Territoires ; ou alors l'enseignement optionnel Informatique et Création numérique.
L'élève devra également avoir de très bons résultats en Mathématiques, Physique, Chimie, Sciences de la Vie et Sciences de la Terre.

### Classe de première
Tous les élèves de première scientifique suivent les enseignements suivants :
- Français : 4 heures ;
- Histoire-Géographie : 2 heures 30 minutes ;
- Enseignement moral et civique (E.M.C.) : 0 heure 30 minutes ;
- Langue vivante 1 : 2 heures 15 minutes ;
- Langue vivante 2 : 2 heures 15 minutes ;
- Mathématiques : 4 heures ;
- Physique-Chimie : 3 heures ;
- Éducation physique et sportive : 2 heures ;
- Accompagnement personnalisé : 2 heures ;
- Travaux personnels encadrés : 1 heure (T.P.E.) ;
- Enseignement obligatoire (un au choix) :
  - Sciences de la Vie et de la Terre : 3 heures ;
  - Sciences de l'Ingénieur : 7 heures ;
  - Écologie, Agronomie, Territoires : 6 heures.

À cela s'ajoutent 10 heures annuelles de vie de classe.

### Classe de terminale
Tous les élèves de terminale scientifique suivent les enseignements suivants :
- Philosophie : 3 heures ;
- Histoire-Géographie : 2 heures ;
- Enseignement moral et civique (E.M.C.) : 0 heure 30 minutes ;
- Langue vivante 1 : 2 heures ;
- Langue vivante 2 : 2 heures ;
- Mathématiques : 6 heures ;
- Physique-Chimie : 5 heures ;
- Éducation physique et sportive : 2 heures ;
- Accompagnement personnalisé : 2 heures ;
- Enseignement obligatoire (un au choix) :
  - Sciences de la Vie et de la Terre : 3 heures 30 minutes ;
  - Sciences de l'Ingénieur : 8 heures ;
  - Écologie, Agronomie, Territoires : 5 heures 30 minutes ;
- Enseignement de spécialité (un au choix) :
  - Mathématiques : 2 heures ;
  - Physique-Chimie : 2 heures ;
  - Sciences de la Vie et de la Terre : 2 heures ;
  - Écologie, Agronomie, Territoires : 2 heures ;
  - Informatique et Sciences du numérique : 2 heures.
  - Sciences de l'Ingénieur : 0 heure (inclus dans les heures de cours obligatoire) ;

À cela devraient s'ajouter 10 heures annuelles de vie de classe.

## Épreuves du baccalauréat

### Épreuves obligatoires

#### Épreuves terminales anticipées (classe de première)
- Français : écrit de 4 heures ; coefficient 2.
- Français : oral de 20 minutes; coefficient 2.
- Travaux personnels encadrés (T.P.E.) : oral de 15 minutes ; coefficient 2 (uniquement les points au-dessus de 10)

#### Épreuves terminales (classe de terminale)
- Philosophie : écrit de 4 heures ; coefficient 3.
- Histoire-Géographie : écrit de 3 heures ; coefficient 3.
- Langue vivante 1 : écrit de 3 heures (compréhension + expression) + compréhension orale + expression orale ; coefficient 3.
- Langue vivante 2 : écrit de 2 heures (compréhension + expression) + compréhension orale + expression orale ; coefficient 2.
- Mathématiques : écrit de 4 heures ; coefficient 7.
- Physique-Chimie : écrit de 3 heures 30 minutes + pratique de 1 heure ; coefficient 6.
- Éducation physique et sportive : contrôle en cours de formation (C.C.F.) ; coefficient 2.
- Enseignement obligatoire (un au choix) : 
  - Sciences de la Vie et de la Terre : écrit de 3 heures 30 minutes + pratique de 1 heure ; coefficient 6.
  - Sciences de l'Ingénieur : écrit de 4 heures + oral de 20 minutes ; coefficient 6
  - Écologie, Agronomie, Territoires : écrit de 3 heures 30 minutes + pratique de 1 heure ; coefficient 7.
- Enseignement de spécialité (un au choix) (non obligatoire pour les élèves ayant choisi l'enseignement Sciences de l'Ingénieur) : 
  - Mathématiques : épreuve intégrée à l'épreuve de mathématiques ; coefficient + 2 (donc 9 au total).
  - Physique-Chimie : épreuve intégrée à l'épreuve de Physique-Chimie ; coefficient + 2 (donc 8 au total).
  - Sciences de la Vie et de la Terre  : épreuve intégrée à l'épreuve de Sciences de la Vie et de la Terre ; coefficient + 2 (donc 8 au total).
  - Sciences de l'Ingénieur : épreuve intégrée à l'épreuve de Sciences de l'Ingénieur ; coefficient + 2 (donc 8 au total).
  - Écologie, Agronomie, Territoires : oral de 30 minutes ; coefficient 2.
  - Informatique et Sciences du numérique : oral de 20 minutes ; coefficient 2.

### Épreuves optionnelles
Le candidat choisit au maximum deux épreuves parmi les suivantes :
- Informatique et création numérique : oral de 15 minutes ;
- Langue vivante étrangère ou régionale 3 : oral de 20 minutes ou écrit de 2 heures (selon la langue) ;
- Langue des signes française : oral de 20 minutes ;
- Latin : oral de 15 minutes ;
- Grec ancien : oral de 15 minutes ;
- Danse : oral de 30 minutes ;
- Musique : oral de 40 minutes ;
- Arts plastiques : oral de 30 minutes ;
- Histoire des arts : oral de 30 minutes ;
- Théâtre-expression dramaturgique : oral de 40 minutes ;
- Cinéma-audiovisuel : oral de 30 minutes.
- Éducation physique et sportive : contrôle en cours de formation (C.C.F.).
- (uniquement pour les bacheliers en lycée agricole) Hippologie et équitation : contrôle en cours de formation (C.C.F.).
- (uniquement pour les bacheliers en lycée agricole) Pratiques sociales et culturelles : contrôle en cours de formation (C.C.F.).

La première ou seule option choisie se verra attribuer un coefficient 2 (3 pour le latin et le grec ancien) alors que la seconde option aura toujours un coefficient 1 (même si latin ou grec ancien). Il est donc recommandé de faire attention à l'ordre des options lors de l'inscription au baccalauréat pour éviter de placer une langue ancienne en seconde position et ainsi réduire la quantité de points que l'on peut obtenir.

### Coefficients totaux
| Domaine                   | Discipline(s)                                                                                    | Coefficient(s) | Total    |
| ------------------------- | ------------------------------------------------------------------------------------------------ | -------------- | -------- |
| Disciplines littéraires   | Français                                                                                         | 4              | 15       |
| Disciplines littéraires   | Philosophie                                                                                      | 3              | 15       |
| Disciplines littéraires   | Histoire-Géographie                                                                              | 3              | 15       |
| Disciplines littéraires   | Langue vivante 1                                                                                 | 3              | 15       |
| Disciplines littéraires   | Langue vivante 2                                                                                 | 2              | 15       |
| Disciplines scientifiques | Mathématiques                                                                                    | 7              | 21 ou 22 |
| Disciplines scientifiques | Physique-Chimie                                                                                  | 6              | 21 ou 22 |
| Disciplines scientifiques | Sciences de la Vie et de la Terre OU Sciences de l'Ingénieur OU Écologie, Agronomie, Territoires | 6 ou 7         | 21 ou 22 |
| Disciplines scientifiques | Spécialité                                                                                       | + 2            | 21 ou 22 |
| Sport                     | Éducation physique et sportive                                                                   | 2              | 2        |

## Poursuites d'études
- Formations universitaires générales (licences) : sciences et technologies, économie, gestion, STAPS...
- Classes préparatoires aux grandes écoles d'ingénieur ou de management : prépas scientifiques, économiques et commerciales...
- Écoles ou filières spécialisées : écoles d'ingénieurs à prépa intégrées, écoles de commerce et de gestion, expertise-comptable, audiovisuel...
- Formations technologiques (DUT, BTS) : physique, chimie, informatique, biologie, etc.
- Formations du secteur médical et paramédical : médecine, dentaire, pharmacie, kinésithérapie, psychométrie, psychomotricité, soins infirmiers, etc.

## Taux de réussite
Les taux de réussite au baccalauréat général série S :
- 91,4% pour la session 2019[4]
- 91,8 % pour la session 2018[5]
- 91,8 % pour la session 2017
- 91,6 % pour la session 2016
- 90,6 % pour la session 2015
- 91,9 % pour la session 2014[6]
- 92,5 % pour la session 2013
- 90,8 % pour la session 2012
- 89,4 % pour la session 2011
- 88,6 % pour la session 2010
- 89,6 % pour la session 2009
- 89,2 % pour la session 2008
- 88,5 % pour la session 2007
- 89,1 % pour la session 2006